# Malaicoccus formicarii
Malaicoccus formicarii  (лат.) — вид мирмекофильных насекомых-кокцид рода Malaicoccus из семейства мучнистые червецы (Pseudococcidae).

## Распространение
Юго-Восточная Азия: Малайзия (West Malaya, Fraser’s Hill).

## Описание
Микроскопического размера мучнистые червецы (длина 1-2 мм)

Питаются соками таких растений, как
- Asteraceae: Mikania scandens;
- Fabaceae: Bauhinia;
- Ficidae: Ficus;
- Pentaphylacaceae: Anneslea fragrans;
- Rosaceae: Rubus;
- Zingiberaceae: Alpinia.

Ассоциированы с муравьями (Formicidae).
Вид был впервые описан в 1951 году энтомологом Р. Такахаси (Takahashi, R.).